# مابيل سانت كلير ستوبارت
مابيل آني سانت كلير ستوبارت (من عائلة بولتون؛ 3 فبراير 1862 – 7 ديسمبر 1954) كانت ناشطة بريطانية في مجال حقوق المرأة وعاملة إغاثة. أنشأت وقادت وحدات طبية نسائية للخدمة في حروب البلقان والحرب العالمية الأولى. أصبحت أول امرأة تحقق رتبة رائد في أي جيش وطني. كما ألفت عدة كتب ومقالات.

## نشاتها
ولدت في إنجلترا عام 1862 لعائلة ثرية، لوالديها السير سامويل باغستر بولتون وصوفيا لويزا (من عائلة كوبر).
كانت الابنة الثالثة في عائلة مكونة من خمس بنات وابنين. كانت لاعبة غولف وتنس هاوية وكتبت كتابًا عن الغولف، بالإضافة إلى كتابتها عدة مقالات عن الصيد. عارضت العادات النمطية لتربيتها، ورفضت في وقت ما أن تُعرض في البلاط الملكي.
تزوجت من سانت كلير كيلبورن مولهولاند ستوبارت (1861-1908)، وهو تاجر جرانيت مولود في إيرلندا، في 16 يوليو 1884. كان لديهما ابنان: وُلِد سانت كلير إريك في عام 1885، ولُونيل وُلِد في عام 1887. توجه سانت كلير إريك لعكس اسميه الأولين لاحقًا خلال حياته، على الأرجح لتجنب الارتباك والبساطة. بدأت مشكلات مالية تواجه زوجها في عام 1902، وانتقلت العائلة إلى ترانسفال في عام 1903 لإقامة مزرعة، بعد حرب البوير الثانية. أنشأت أيضًا متجرًا، ولكن العائلة قررت بسرعة العودة إلى إنجلترا.
عادت إلى بريطانيا في عام 1907 واستقرت في خليج ستادلاند في دورست، في حين بقي زوجها في ترانسفال لترتيب شؤون الأعمال. إلا أن سانت كلير لم يعد، إذ توفي في البحر في 9 أبريل 1908 أثناء رحلته عائدًا إلى بريطانيا.
بعد بضع سنوات، في 3 مارس 1911، تزوجت مابيل ستوبارت مرة أخرى، هذه المرة من جون هيربرت غرينهالغ، محامي متقاعد. على نحو غير عادي بالنسبة لتلك الفترة، كان كل من الزوج والزوجة يعرفان باستخدام اللقب المشترك ستوبارت-غرينهالغ.
بعد عودتها إلى إنجلترا، انخرطت ستوبارت بكل تفانٍ في قضية دعم حق النساء في التصويت، إذ حضرت العديد من الفعاليات والاجتماعات. في عام 1913، ترشحت لمقعد وستمنستر في انتخابات مجلس مقاطعة لندن، حيث جاءت في المركز الثالث بحصولها على 1,199 صوتًا. ترشحت على منصة تتعلق بتوفير الإسكان العام للطبقة العاملة وزيادة الخدمات الطبية الطارئة.
شعرت ستوبارت بقوة أن حربًا كبيرة قادمة وأن النساء يمكن أن يسهمن في جهود الحرب من خلال تقديم الرعاية الطبية جنبًا إلى جنب مع أنشطة دعم أخرى. خلال حياتها، لم تمتلك ستوبارت أي تدريب طبي رسمي. انضمت في البداية إلى الجمعية اليومانية للرعاية والإسعافات الأولية المنشأة حديثًا، ولكنها غادرت بعد وقت قصير. واجهت مشكلات متعلقة بتمويل المنظمة والرأي الملموس بأنها لم تبذل ما يكفي لتعزيز مشاركة النساء في الجيش. سرعان ما أسست موكب نقل المصابين والمرضى النسائي.
اندلعت حروب البلقان في أكتوبر 1912 بين الإمبراطورية العثمانية والأراضي السابقة لبلغاريا واليونان ومملكة الجبل الأسود وصربيا. أرسلت الجمعية البريطانية للصليب الأحمر فريقًا إلى ساحة النزاع، لكنها لم ترسل أي نساء، إذ اعتقدت أن الظروف ستكون «غير مناسبة تمامًا للنساء». اختلفت ستوبارت مع تلك الفكرة وسعت لإرسال وحدتها. استنجدت بمساعدة نويل بكستون، عضو البرلمان ورئيس لجنة إغاثة حرب البلقان. اقتربت ستوبارت من بكستون في نادٍ واقترح عليها السفر معه خلال بضعة أيام لتقديم حالتها مباشرةً إلى حكومة بلغاريا. نظمت ستوبارت وحدتها بسرعة خلال يومين. بقيوا حينها في إنجلترا منتظرين كلمتها في حال الموافقة.
بالسفر على متن القطار الشرقي السريع، وصلت ستوبارت وزوجها ونويل بكستون وشقيقه تشارلز بكستون، اللذان هما عضوان في البرلمان، إلى صوفيا في بلغاريا. تلقت ستوبارت استجابة بالإيجاب من رئيس الصليب الأحمر البلغاري، لكنه كان لا يزال منتظرًا الحصول على إذن من رئيس قسم الطب العسكري. بدلًا من الانتظار، انطلقت ستوبارت إلى الجبهة لرؤيته. بعد إلقائها خطبة مؤثرة عن النساء البريطانيات، منحت ستوبارت إذنًا لوحدتها بالقدوم وأن تكون «قرب الجبهة قدر الإمكان».
أرسلت ستوبارت الخبر إلى الوحدة في إنجلترا، وسافرت ثلاث طبيبات وست ممرضات مدربات تدريبًا كاملًا، وأربع مساعدات مدربات، إلى جانب ثلاث طاهيات، إلى صوفيا في بلغاريا. بعد وصولهن، أرسلن إلى الجبهات القريبة من كيركلاريلي. بعد سبعة أيام من السفر على ظهور البقر عبر التضاريس الجبلية، وصلن وأقمن عملياتهن. قضت الوحدة خمسة أسابيع في البلاد، حيث عالجت الجرحى والمرضى حتى تم توقيع وقف إطلاق النار.
عندما عادت إلى إنجلترا، نشرت كتابًا عن موكب نقل المصابين والمرضى النسائي ودور النساء في الحروب. كان الكتاب بعنوان «الحرب والنساء، من خلال تجربة في البلقان وأماكن أخرى» وكرسته للتساريتسا (ملكة بلغاريا)، إيلينور رويس من كوستريتز. كانت الملكة ممرضة خلال الحرب وقدمت تبرعًا شخصيًا بفرش ومستلزمات لموكب نقل المصابين والمرضى النسائي.
سافرت ستوبارت إلى كندا لمدة ثلاثة أشهر. خلال فترة غيابها، قرر أعضاء موكب نقل المصابين والمرضى النسائي دمج الوحدة مع الجمعية البريطانية للصليب الأحمر. احتجت ستوبارت بقوة وقررت مغادرة المنظمة التي أسستها.

## الحرب العالمية الأولى

### بلجيكا
أعلنت بريطانيا الحرب على ألمانيا في 4 أغسطس 1914. سافرت ستوبارت إلى بروكسل في 18 أغسطس 1914، وصلت في مساء اليوم التالي، وأرسلت برقية يخبر للوحدة بالخروج على الفور. بدأوا فورًا تحويل مباني الجامعات التي تم تخصيصها للاستخدام كمستشفى من قبل وحدتها في 20 أغسطس. في الساعة 2 مساءً، تبعت الحشود إلى بوليفارد دي جاردن بوتانيكيز وشهدت دخول الجيش الألماني بفخر إلى العاصمة البلجيكية واستيلائه عليها، وأخذت صورًا دون حسبان. حاولت ستوبارت البحث عن وسيلة للتواصل مع وحدتها. وبعد مجهود مستمر، تمكنت ستوبارت من الحصول على جواز سفر من الجنرال الألماني، إلى فينلو في هولندا، مغادرةً في الساعة 6 مساءً في 24 أغسطس، ووصولها إلى لوفان في الساعة 8 مساءً، والسفر في الصباح التالي في الساعة 5 صباحًا (دمرت لوفان في اليوم التالي) إلى هاسيلت في الساعة 8 صباحًا.
بعد تناول الإفطار، لم يتمكنوا من تهيئة الكوكب للمسير، وبعد تفتيش جوازات سفرهم مرارًا، اعتقلوا بتهمة كونهم جواسيس، وحاصرهم جنود أمروا بإطلاق النار في حال تحركوا أو تحدثوا مع بعضهم. بعد ساعة، تم توجيههم إلى فندق وتفتيش أمتعتهم، مع تفتيش شخصي بنزع ملابسهم، ثم توجهوا إلى محطة القطار الساعة 5 مساءً مع ثمانية عشر من أعضاء الحرس المدني وستة مجرمين، وتم تحميلهم على شاحنة فحم قذرة، وسافروا حتى الساعة 7 مساءً تقريبًا، ووصلوا إلى تونجريس.
هناك، أعلن ضابط القيادة المعادي للإنجليز الذي وصفته ستوبارت «بالشيطان الكبير» أن خريطة وكاميرا كافيتان للإدانة بأنهم جواسيس، وأن مصيرهم هو إطلاق النار عليهم خلال أربع وعشرين ساعة. أثناء محاولتها شرح حالتهم، صُدِمَت ستوبارت بتعليق «أنتم إنجليز، وسواء كنتم على حق أو خطأ، هذه حرب للتدمير». قضوا الليل، بعد مناقشة عدم فصلهم لأنه لا يُسمح للنساء بالنوم مع الرجال (تكونت المجموعة من زوجها، والقس وسائق بلجيكي فقير تورط في الواقعة).